# 233 TCN
233 TCN là một năm trong lịch La Mã.